# 异赛瓜参科
异赛瓜参科（学名：Heterothyonidae）为枝手目的一个科。

## 下级分类
本科包括以下属：
- 异赛瓜参属 Heterothyone Panning, 1949
- †Strobilothyone Smith & Gallemí, 1991